# Championnat de Nouvelle-Zélande de football 1999
Navigation
Saison précédente Saison suivante
La saison 1999 du Championnat de Nouvelle-Zélande de football est la 30e édition du championnat de première division en Nouvelle-Zélande. Vingt clubs du pays sont réparties en deux poules : une poule pour les clubs de l'île du Nord, composée de douze clubs et une poule pour l'île du Sud, composée de huit équipes. Les formations rencontrent leurs adversaires deux fois, à domicile et à l'extérieur. À la fin de cette phase, le premier de chaque poule se qualifie pour la finale nationale, disputée sur un seul match.
C'est le club de Central United FC qui remporte le championnat après avoir battu en finale Dunedin Technical AFC. C'est le tout premier titre de champion de Nouvelle-Zélande de l'histoire du club. 
Le format utilisé pour organiser cette saison est impopulaire dans l'ensemble du pays. La fédération décide donc de revenir à un format plus classique la saison prochaine, avec le retour de la National Soccer League : les sept premiers du groupe Nord et les trois premiers du Groupe Sud formeront une poule unique.

## Les clubs participants
| Groupe Nord : - North Shore United AFC - Waitakere City FC - Mount Wellington AFC - Miramar Rangers - Central United FC - Lower Hutt City AFC - Melville United AFC - Wellington Olympic AFC - Metro AFC - Western Suburbs SC - Manawatu United - Napier City Rovers AFC | Groupe Sud : - Dunedin Technical AFC - Marlborough AFC - Christchurch Technical AFC - Caversham AFC - Woolston WMC - Nelson Suburbs AFC - Northern Hearts AFC - Southland United AFC |

## Compétition

### Première phase
Le barème utilisé pour établir les classements est le suivant :
- Victoire : 3 points
- Match nul : 1 point
- Défaite : 0 point

#### Groupe Nord
| Rang | Équipe                     | Pts | J  | G  | N | P  | Bp | Bc | Diff |
| ---- | -------------------------- | --- | -- | -- | - | -- | -- | -- | ---- |
| 1    | Central United FC          | 50  | 22 | 16 | 2 | 4  | 69 | 31 | +38  |
| 2    | Waitakere City FC          | 41  | 22 | 13 | 2 | 7  | 65 | 47 | +18  |
| 3    | Napier City Rovers AFC (T) | 40  | 22 | 12 | 4 | 6  | 59 | 36 | +23  |
| 4    | Mount Wellington AFC       | 36  | 22 | 11 | 3 | 8  | 52 | 43 | +9   |
| 5    | Miramar Rangers AFC        | 33  | 22 | 10 | 3 | 9  | 51 | 46 | +5   |
| 6    | Metro AFC                  | 31  | 22 | 9  | 4 | 9  | 32 | 41 | -9   |
| 7    | Manawatu United            | 29  | 22 | 7  | 8 | 7  | 30 | 38 | -8   |
| 8    | Western Suburbs SC         | 28  | 22 | 8  | 4 | 10 | 31 | 37 | -6   |
| 9    | Lower Hutt City            | 26  | 22 | 6  | 8 | 8  | 39 | 48 | -9   |
| 10   | Wellington Olympic AFC     | 22  | 22 | 7  | 1 | 14 | 41 | 49 | -8   |
| 11   | North Shore United AFC     | 20  | 22 | 4  | 8 | 10 | 36 | 51 | -15  |
| 12   | Melville United AFC        | 15  | 22 | 4  | 3 | 15 | 24 | 62 | -38  |

|  | Qualification pour la finale nationale         |
|  | Participation à la National Soccer League 2000 |
|  | Relégation en championnat régional             |
|  | (T) : Tenant du titre                          |

#### Groupe Sud
| Rang | Équipe                     | Pts | J  | G  | N | P  | Bp | Bc | Diff |
| ---- | -------------------------- | --- | -- | -- | - | -- | -- | -- | ---- |
| 1    | Dunedin Technical AFC      | 33  | 14 | 10 | 3 | 1  | 43 | 15 | +28  |
| 2    | Nelson Suburbs AFC         | 32  | 14 | 10 | 2 | 2  | 45 | 23 | +22  |
| 3    | Woolston WMC               | 29  | 14 | 9  | 2 | 3  | 43 | 21 | +22  |
| 4    | Caversham AFC              | 24  | 14 | 8  | 0 | 6  | 37 | 22 | +15  |
| 5    | Christchurch Technical AFC | 22  | 14 | 7  | 1 | 6  | 33 | 27 | +6   |
| 6    | Southland United           | 14  | 14 | 4  | 2 | 8  | 28 | 39 | -11  |
| 7    | Northern Hearts            | 7   | 14 | 2  | 1 | 11 | 16 | 65 | -49  |
| 8    | Marlborough AFC            | 1   | 14 | 0  | 1 | 13 | 18 | 51 | -33  |

|  | Qualification pour la finale nationale         |
|  | Participation à la National Soccer League 2000 |
|  | Relégation en championnat régional             |
|  | (T) : Tenant du titre                          |

### Finale nationale
| 8 septembre 1999 | Central United FC     | 3 - 1 a.p. | Dunedin Technical AFC | North Harbour Stadium, Albany, Auckland        |                                                |
|                  | Elrick 78e, 95e, 118e |            | Seales 1re            | Spectateurs : 3 500 Arbitrage : Bruce Grimshaw | Spectateurs : 3 500 Arbitrage : Bruce Grimshaw |

- Grâce à ce succès, Central United FC se qualifie pour la Coupe des champions d'Océanie 1999

## Bilan de la saison
| Championnat de Nouvelle-Zélande de football 1999                             |                               |
| Champion                                                                     | Central United FC (1er titre) |
| Coupes et trophées                                                           |                               |
| Vainqueur de la Coupe de Nouvelle-Zélande 1999                               | Dunedin Technical AFC         |
| Qualifications continentales                                                 |                               |
| Coupe des champions d'Océanie 1999                                           | Central United FC             |
| Promotions et relégations                                                    |                               |
| Promus en Championnat de Nouvelle-Zélande de football                        | Aucun                         |
| Relégués en Championnat de Nouvelle-Zélande de football de deuxième division | 10 clubs                      |